# 東京都道・埼玉県道195号富岡入間線

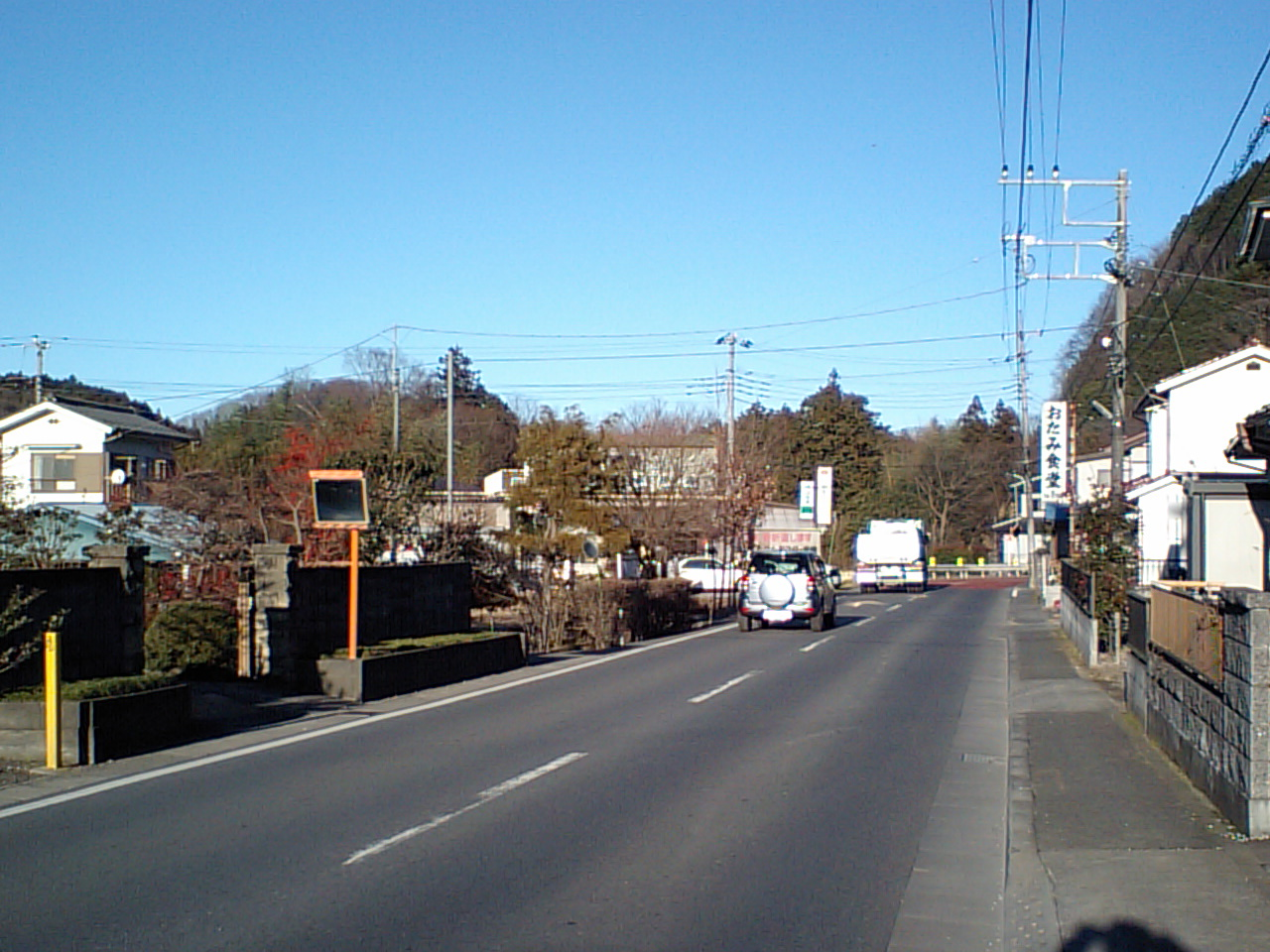
青梅市富岡付近

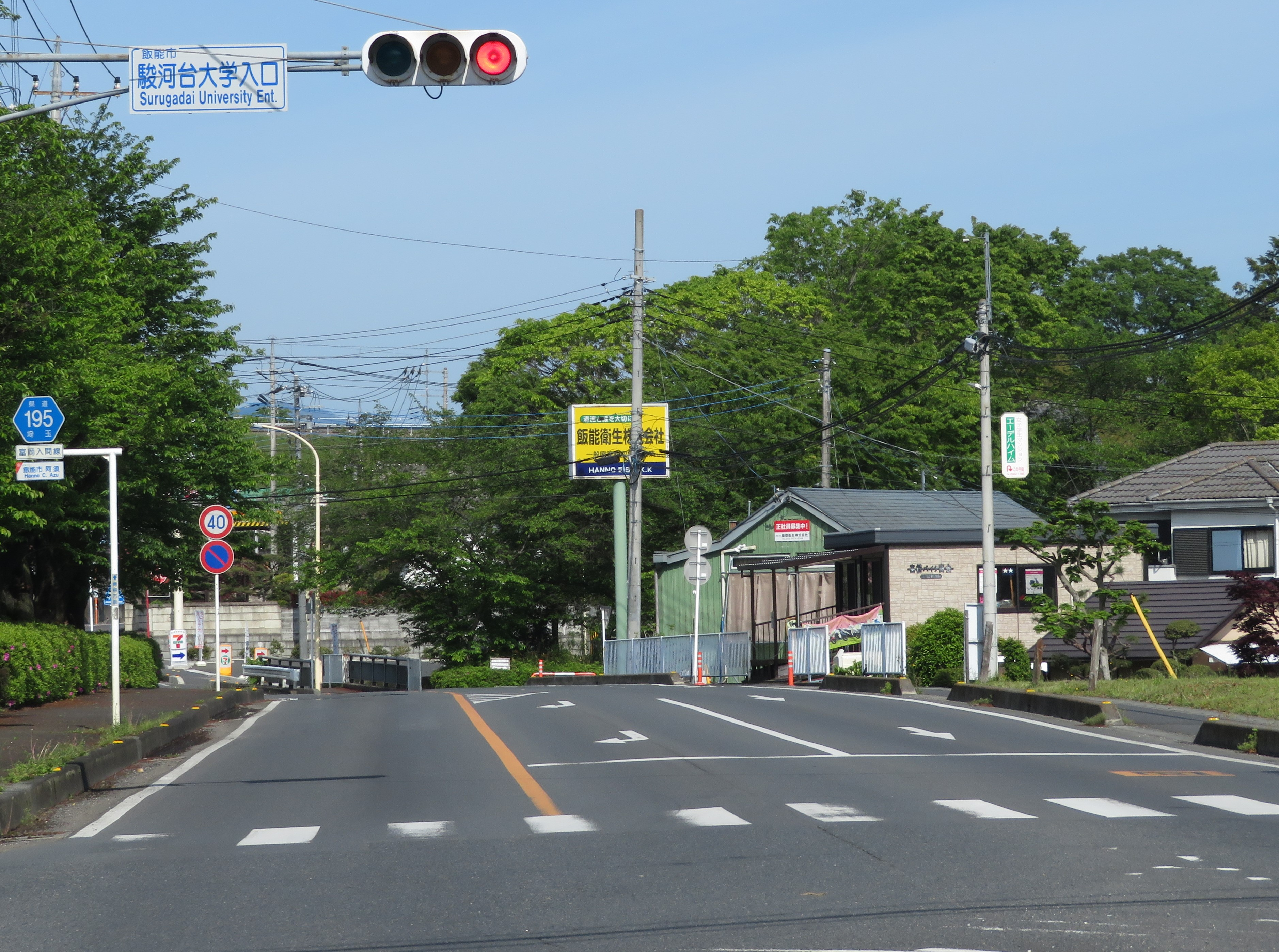
飯能市阿須付近

東京都道・埼玉県道195号富岡入間線（とうきょうとどう・さいたまけんどう195ごう とみおかいるません）は、東京都青梅市と埼玉県入間市を結ぶ都道府県道である。

## 区間
- 起点：青梅市 岩井堂交差点（埼玉県飯能市東京都境）
- 終点：入間市 鍵山交差点と入間市春日町歩道橋交差点国道299号【国道407号が重複】交点）
- 総距離：9,404m

## 通過する自治体
- 東京都
  - 青梅市
- 埼玉県
  - 飯能市
  - 入間市

## 接続する主な道路と鉄道
- 東京都道・埼玉県道28号青梅飯能線（小曾木街道） - 岩井堂交差点
- 東京都道・埼玉県道218号二本木飯能線 - 阿須交差点
- 八高線※立体交差
- 西武池袋線
- 国道299号バイパス - 入間川高架橋下交差点※立体交差。県道からはバイパスの飯能方面へしか行けず、県道へはバイパスの飯能方面からしかに行けない構造になっている。
- 国道299号【国道407号が重複】 - 鍵山交差点

## 沿線の主な施設
埼玉県
飯能市
- 埼玉県立飯能南高等学校
- 駿河台大学
- カインズ飯能店
- 阿須運動公園
  - 飯能市民体育館
  - 飯能市民球場
- トーベ・ヤンソンあけぼの子どもの森公園

入間市
- いなげや 入間春日町店
- スーパーバリュー 入間春日町店
- 入間市立仏子小学校
- 西武池袋線仏子駅